# J79渦輪噴射發動機
通用電氣J79是一種軸流式渦輪噴氣發動機，装备各类戰鬥機和轟炸機以及超音速巡航導彈。 J79由美國通用電氣飛機發動機公司生產，並许可全球多家公司进行生產。

## 發展歷史
1940年代後期，噴氣發動機設計的发展已受到壓氣機性能限制的地步，很難設計出在各種條件下都能高效運行的設計，而且這些條件在實際操作中會發生巨大變化，发动机伴随飛機開始在地面上靜止，而后却要在高空以接近音速的速度飛行。為了避免壓縮機失速，必須限制總壓力比。像容克斯 Jumo 004 和勞斯萊斯韋蘭這樣的早期戰時發動機的比率剛剛超過 3:1。
軸流式壓縮機通過在一系列翼型上加速空氣來工作，其中一組連接到旋轉軸，即“轉子”，第二組連接到發動機的外框架，即“定子”，正是通过這兩個組件之間的物理關係及其相對速度从而在特定條件下調整壓縮機。罗尔斯·罗伊Avon的早期型號，當時仍稱為 AJ65，在低速運行時往往會折斷壓縮機第一級的葉片。1949 年，罗尔斯·罗伊斯製造了該發動機的實驗版本，其中前低壓部分的幾排定子葉片可以在低速運行時旋轉以降低壓縮。事實證明，該解決方案存在幾個難題，包括高壓空氣会洩漏到發動機內部的軸承中。他們最終放棄了這個概念，取而代之的是一個更簡單的系統，該系統具有單個可變進氣口和一個在啟動期間從壓縮機的早期階段“排出”空氣的系統。這使得發動機以 6.2:1 的壓縮比進入服役，這是一個巨大的進步，在後來的版本中進一步提高到8.8。事實證明，這極具影響力，那個時代的許多引擎都使用了這些概念，包括通用電氣J73。
1951年，GE 決定嘗試可變定子設計。由 Gerhard Neumann 領導的團隊製作了一個原型，其中 14 級定子的進氣口和前五個級是可變的。该设计的测试型号被稱為 X24A，於1952年5月完成。不久之後，空軍簽訂了一份新發動機的合同，推力約為 14,000 磅，能够為新的超音速轟炸機設計提供動力。飛機燃氣輪機部門的負責人 C.W. 'Jim' LaPierre 組成了兩個團隊來考慮一種可以在2.0馬赫的速度下長時間運行同時在0.9馬赫的巡航中仍能提供良好的燃油經濟性的发动机。Gerhard Neumann負責使用 X24 可變定子概念的團隊，而Chapman Walker 則領導了使用雙線軸設計的並行工作。對最終設計的比較表明，可變定子的设计更輕、更簡單，直徑更小。
1953年12月3日，GE贏得了空軍合同，並獲得了 MX2118 合同，旨在為 Convair B-58 Hustler 提供動力。 GE 提供的另外兩種發動機，即現有 J73 的高級版本和稱為 J77 的更大的发动机設計，最终都被取消了。合同從新設計的原型 GOL-1590開始。它於 1953年12月16日首次運行，但首次运行时发动机很快失去控制並被損壞。發動機在三週後被修復並再次運行，並迅速表現出卓越的性能，這讓團隊開始質疑他們測試設備的準確性。生產版本的第一個原型機 XJ-79 於 1954年6月8日運行。

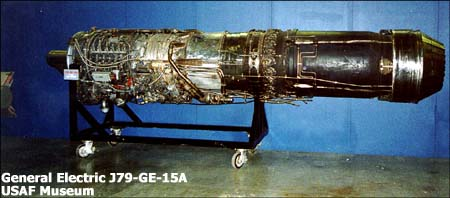
J79-GE-15A於美國空軍博物館展示

發動機的首飛是在1955年5月20日，當時發動機被放置在 J47 動力 B-45C (48-009) 的炸彈艙中。 J79 從彈艙下降，四架 J47 被關閉，讓 B-45 在單個 J79 上飛行。 [8] 1955 年 12 月 8 日經過 50 小時的資格測試後的第一次飛行，為第二台預生產的道格拉斯 F4D Skyray 提供動力，作為通用電氣開發和資格計劃的一部分，J79 取代了原來的西屋 J40 發動機。 YF-104 是下一架搭載 J79 的飛機，隨後在海軍贊助的一項計劃中重新安裝了 Grumman F11F Tiger，以在 F4H (F-4) 首飛之前獲得發動機的使用經驗。
J79用於 F-104星式戰鬥機、B-58盜賊轟炸機、F-4幽靈II戰鬥機、A-5攻擊機、幼獅戰鬥機和 SSM-N-9 Regulus II超音速巡航導彈。它已經生產了30多年。超過17,000 架J79在美國製造，並在比利時、加拿大、德國、以色列、義大利和日本獲得授權生產。配備J79的F-16戰隼的降級版本被提議作為一種用於出口的低成本戰鬥機，雖然試飛了原型機，但沒有找到客戶。
J79被1960年代後期新戰鬥機設計中的渦輪扇發動機取代，例如F-111和 F-14中使用的普惠TF30，以及F-15中使用的F100渦輪扇發動機的新一代渦扇通過繞過發動機核心周圍 (旁通比) 的空氣提供更好的巡航燃油效率。

## 設計

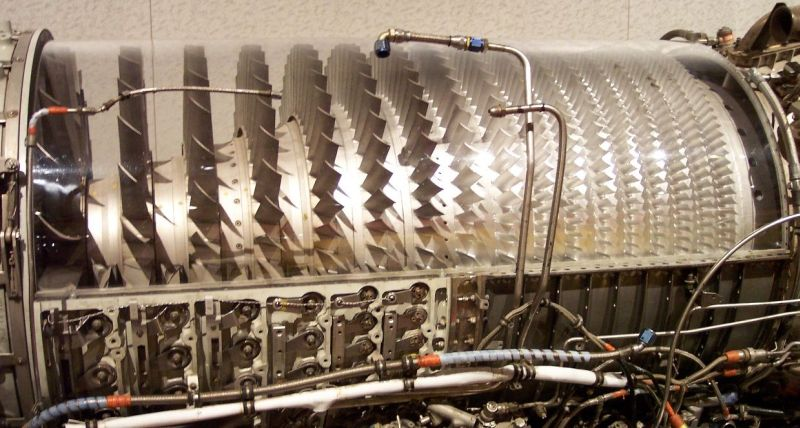
J79的分段壓縮機

壓氣機葉片和渦輪葉片由403不銹鋼製成，但J79-GE-3B和J79-GE-7A變體除外，它們在第7至17級使用 A286 葉片。壓氣機轉子由拉培合金、B5F5 和鈦製成。J79在某些油門設置下會發出特殊的嘯叫聲。這個奇怪的特徵導致 NASA運營的F-104B戰鬥機N819NA被命名為狼嚎聲 (Howling Howland) 。 早期型號的發動機也會產生大量的煙霧，特別是在中油門/巡航設置下，這是J79的一個缺點，使它們容易被目視發現。 後來的型號被重新設計為“無煙”。

## 型號

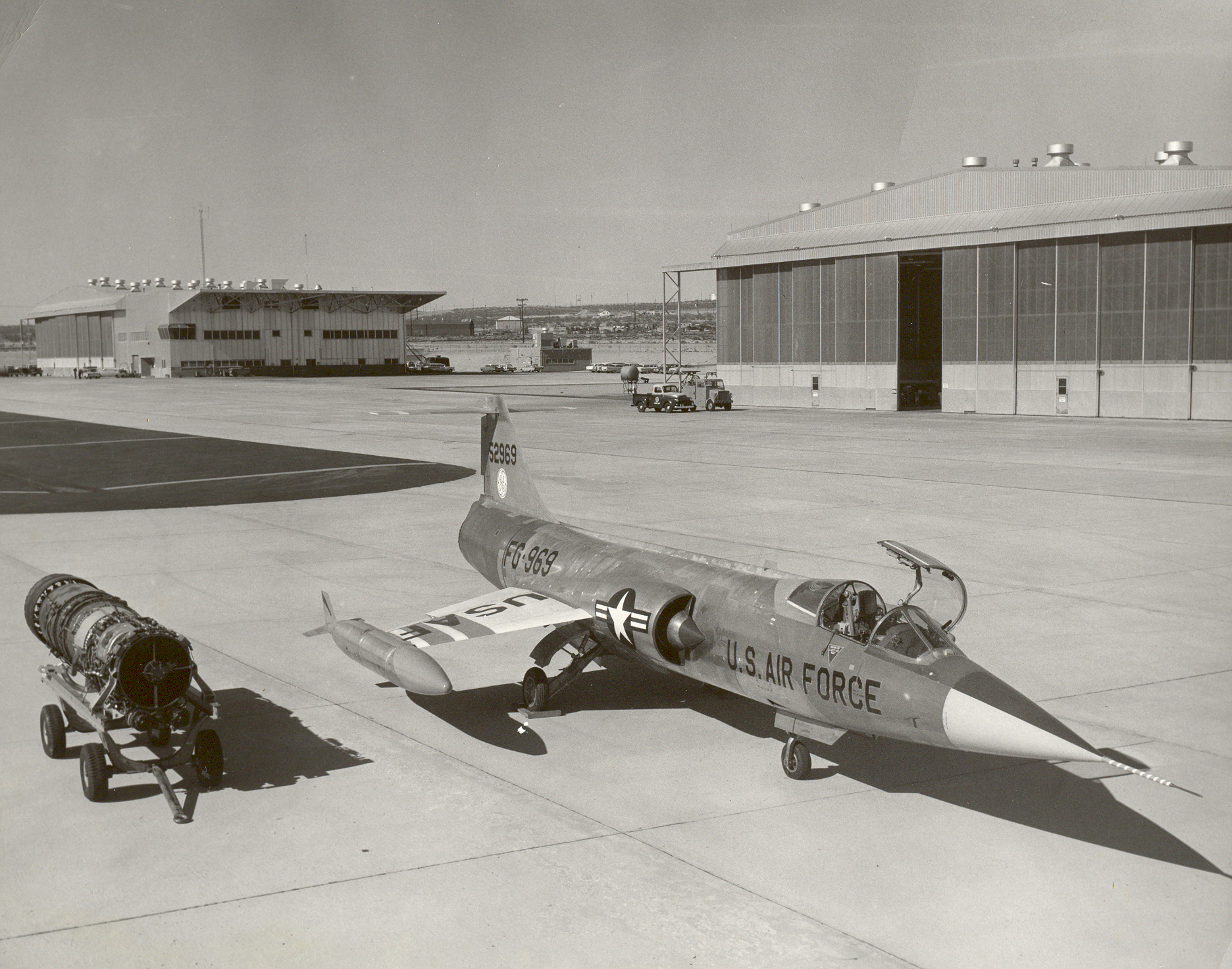
YF-104A裝備的J79-GE-3

XJ79-GE-1
原型。1954年6月8日進行的第一次地面靜態試驗產生了14,350 lbf（63.83 kN）的後燃推力
YJ79-GE-1
首次試飛的版本被命名為YJ79-GE-1.
J79-GE-2
為F-4H-1幽靈式戰鬥機（F-4A）, 後燃推力為16,100 lbf（71.62 kN）
J79-GE-2A
與-2版本幾乎相同
J79-GE-3
用於YF-104A、F-104A及格魯曼F11F-1F超級虎
J79-GE-3A
使用於YF-104A、F-104A及F-104B
J79-GE-3B
F-104A、F-104B
J79-GE-5A
使用於B-58哈斯勒轟炸機，後燃推力為15,600 lbf（69.39 kN）
J79-GE-5B
使用於B-58哈斯勒轟炸機，後燃推力為15,600 lbf（69.39 kN）
J79-GE-5C
J79-GE-7
F-104C、F-104D及F-104F
J79-GE-7A
F-104C、F-104D及F-104F
J79-OEL-7
加拿大奧倫達發動機獲授權生產的版本，裝備於CF-104戰鬥機
J79-GE-8裝備於A-5攻擊機及F4H-1（F-4B），後燃推力為16,950 lbf (75.4 kN)
J79-GE-8A
-8的變體
J79-GE-8B
-8的變體
J79-GE-10
F-4J，17,900 lbf (79.379 kN) of afterburner thrust.
J79-GE-11

J79-GE-11A
裝備於F-104G及TF-104G。15,600 lbf (69 kN) 的後燃推力. 許多-11型號於歐洲授權生產，作為F-104在歐洲的大型生產計畫。
J79-IHI-11A
授權生產的GE-11A，由日本石川島播磨重工業製造，裝備於F-104J/F-104DJ
J79-MTU-J1K
由德國MTU航空發動機公司生產的GE-11A版本
J79-GE-15
F-4C、RF-4C及F-4D ; 17,000 lbf (75.6kN) 的後燃推力
J79-GE-17
F-4E、RF-4E、F-4EJ、F-4F、F-4G; 17,900 lbf（80 kN）的後燃推力
J79-GE-19
F-104S，也使用於第319戰鬥機攔截訓練中隊的F-104A
J79-GE-J1E
由以色列貝特謝梅什發動機有限公司（BSEL），後燃推力為18,750 lbf（83.40 kN），裝備於幼獅戰鬥機.
J79-GE-119
F-16/79